# Wasps R.F.C.

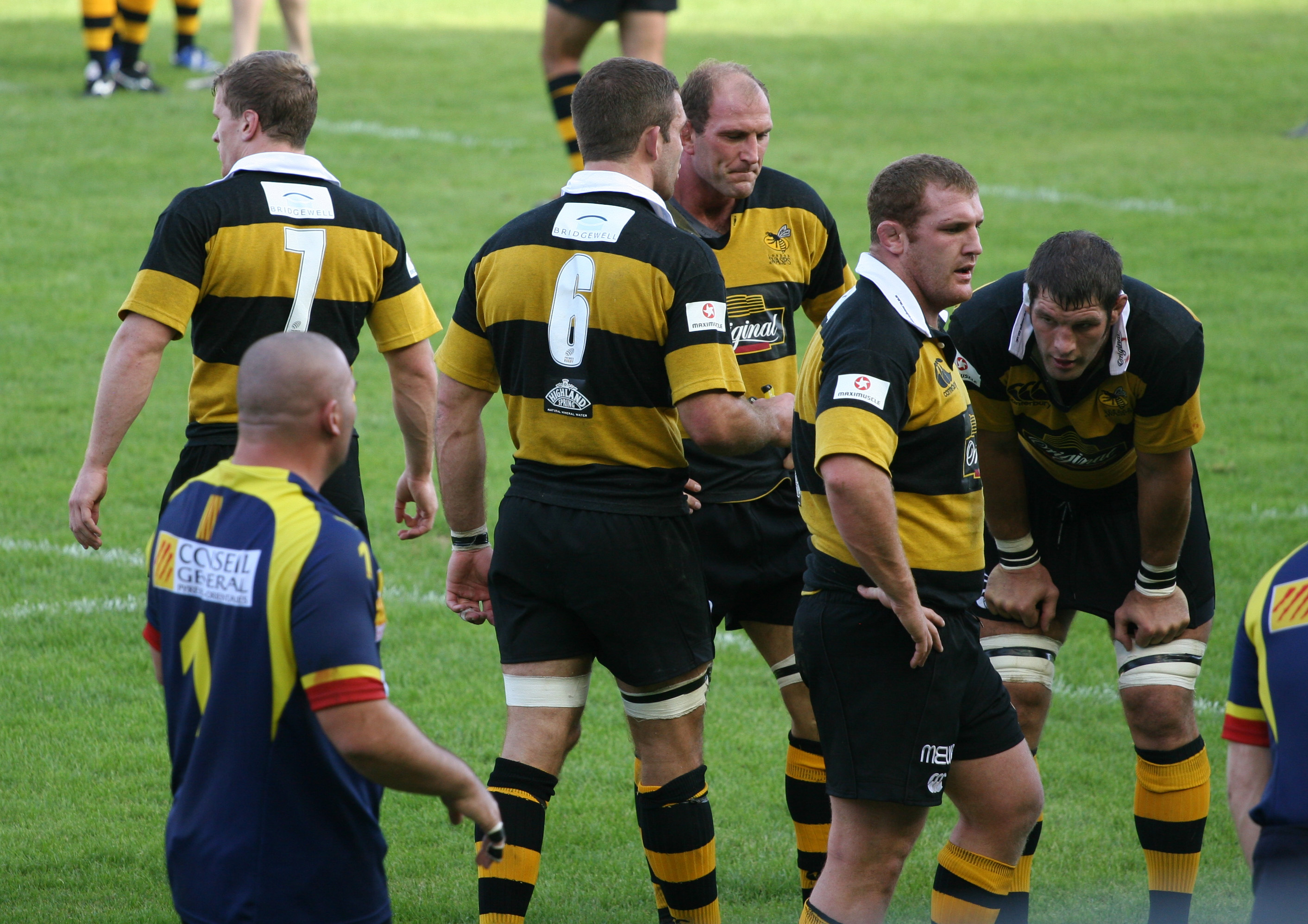
Gracze Wasps

Wasps – angielski męski zespół rugby utworzony w 1867, przekształcony w klub zawodowy w 1999. Stadionem domowym tego zespołu jest Coventry Building Society Arena w Coventry (poprzednio Adams Park, zlokalizowany w miejscowości High Wycombe, w hrabstwie Buckinghamshire).

## Historia
Klub powstał w 1867 poprzez odejście części zawodników z klubu Hampstead F.C. Reszta klubu przekształciła się w Harlequin F.C.
Klub Wasps trzykrotnie zmieniał nazwę: w roku 1996 z Wasps F. C. na Wasps R.F.C., w 1999 roku z Wasps R.F.C. na London Wasps oraz w roku 2014 powrót do nazwy Wasps R.F.C., ostatnia zmiana nazwy była związana z przeprowadzką drużyny do Coventry.

## Trofea
- Mistrzostwo Anglii
  - mistrzostwo: 1989/90, 1996/97, 2002/03, 2003/04, 2004/05, 2007/08
  - finał:  1987/88, 1990/91, 1992/93, 2016/17, 2019/20
- Anglo-Welsh Cup
  - mistrzostwo: 1998/99, 1999/2000, 2005/06
  - finał: 1985/86, 1986/87, 1994/95, 1997/98
- Puchar Heinekena
  - mistrzostwo: 2003/04, 2006/07
- European Challenge Cup
  - mistrzostwo:  2002/03